# Lijst van voetbalinterlands China - Hongkong (vrouwen)
Deze lijst van voetbalinterlands is een overzicht van alle officiële voetbalinterlands tussen de nationale vrouwenteams van China en Hongkong. De landen hebben tot nu toe tien keer tegen elkaar gespeeld.

## Wedstrijden
| №  | Plaats        | Datum             | Competitie                                     | Wedstrijd        | Uitslag |
| -- | ------------- | ----------------- | ---------------------------------------------- | ---------------- | ------- |
| 1  | Hongkong      | 26 december 1989  | Aziatisch kampioenschap 1989                   | China − Hongkong | 7 − 0   |
| 2  | Peking        | 29 september 1990 | Aziatische Spelen 1990                         | China − Hongkong | 10 − 0  |
| 3  | Kota Kinabalu | 26 september 1995 | Aziatisch kampioenschap 1995                   | China − Hongkong | 12 − 0  |
| 4  | Bacolod       | 13 november 1999  | Aziatisch kampioenschap 1999                   | China − Hongkong | 12 − 0  |
| 5  | Taipei        | 5 december 2001   | Aziatisch kampioenschap 2001                   | China − Hongkong | 10 − 0  |
| 6  | Shenzhen      | 20 november 2012  | Vriendschappelijk                              | China − Hongkong | 6 − 0   |
| 7  | Guangzhou     | 12 januari 2014   | Vriendschappelijk                              | China − Hongkong | 4 − 0   |
| 8  | Guangzhou     | 5 mei 2014        | Vriendschappelijk                              | China − Hongkong | 6 − 0   |
| 9  | Palembang     | 17 augustus 2018  | Aziatische Spelen 2018                         | China − Hongkong | 7 − 0   |
| 10 | Dededo        | 3 december 2018   | Oost-Aziatisch kampioenschap 2019 kwalificatie | Hongkong − China | 0 − 6   |

## Samenvatting
| Competitie                                | Totaal gespeeld | Winst China | Gelijk | Winst Hongkong | Doelsaldo China – Hongkong |
| ----------------------------------------- | --------------- | ----------- | ------ | -------------- | -------------------------- |
| Aziatisch kampioenschap                   | 4               | 4           | 0      | 0              | 41 − 0                     |
| Aziatische Spelen                         | 2               | 2           | 0      | 0              | 17 − 0                     |
| Oost-Aziatisch kampioenschap kwalificatie | 1               | 1           | 0      | 0              | 6 − 0                      |
| Vriendschappelijk                         | 3               | 3           | 0      | 0              | 16 − 0                     |
| Totaal                                    | 10              | 10          | 0      | 0              | 80 − 0                     |